# Niels Pfannenschmidt
Niels Pfannenschmidt (* 21. März 1974 in Minden) ist ein deutscher Handballtrainer und ehemaliger Handballspieler.

## Spielerlaufbahn
Er spielte für den TSV Hahlen, den VfL Mennighüffen und die HSG Nordhemmern/Mindenerwald aktiv Handball.

## Trainer
Seine erste Trainerstelle trat Pfannenschmidt bei der HSG Nordhemmern/Mindenerwald an, für die er ab Februar 1999 die Damen-Mannschaft in der Bezirksliga trainierte. Ab 2003 war er für die A-Jugend in der Regionalliga und ab 2004 für die zweite Herrenmannschaft verantwortlich. 2006 wurde er Trainer der in der Regionalliga spielenden ersten Mannschaft. Im Februar übernahm er zusätzlich als Nachfolger von Detlef Meyer das Amt beim Frauen-Zweitligisten HSG Stemmer/Friedewalde, bei dem er nach zwei Monaten durch Rainer Niemeyer ersetzt wurde.
Zur Saison 2008/09 wurde er von GWD Minden als Co-Trainer der Bundesligamannschaft verpflichtet. Zusätzlich betreute er auch die Zweitvertretung der Mindener in der Regionalliga. Während dieser Zeit ließ er sich beim Deutschen Handballbund zum A-Lizenztrainer ausbilden.
Nach zwei Saisons verließ er GWD Minden und wechselte als Jugendkoordinator zum TBV Lemgo. Auch hier übernahm er zusätzlich die zweite Mannschaft bis zu seiner Berufung als Cheftrainer der Bundesligamannschaft des TBV am Anfang der Saison 2013/14. Nachdem er Lemgo in der Saison 2013/14 auf den neunten Rang geführt und zu Beginn der Spielzeit 2014/15 den THW Kiel besiegt hatte, wurde er nach einer Niederlagenserie im Dezember 2014 entlassen und durch seinen Assistenztrainer Florian Kehrmann ersetzt. Ab dem 1. Juli 2015 trainierte er den ASV Hamm 04/69 Handball. Nachdem Pfannenschmidt im Februar 2017 vom ASV Hamm freigestellt wurde, übernahm er noch im selben Monat den Drittligisten VfL Eintracht Hagen. Unter seiner Leitung stieg Hagen 2017 in die 2. Bundesliga auf. Im Juni 2019 wurde er beurlaubt. Ab der Saison 2020/21 trainierte er die A-Jugend Bundesligamannschaft der JSG LIT 1912.
Im Januar 2022 gab die TSG Altenhagen-Heepen seine Verpflichtung zur Spielzeit 2022/2023 bekannt.